# Giurgiulești
Giurgiulești város Moldovában. Az ország legdélebbi települése, egyben az egyetlen, mely a Duna partján fekszik. Az ország fontos ipari központja.

## Földrajza
Giurgiulești Moldávia Cahul járásában helyezkedik el, annak legdélebbi csücskében, a Prut és a Duna találkozásánál. Ez Moldova egyetlen pontja, ahol érintkezik a Dunával, körülbelül fél km hosszan.

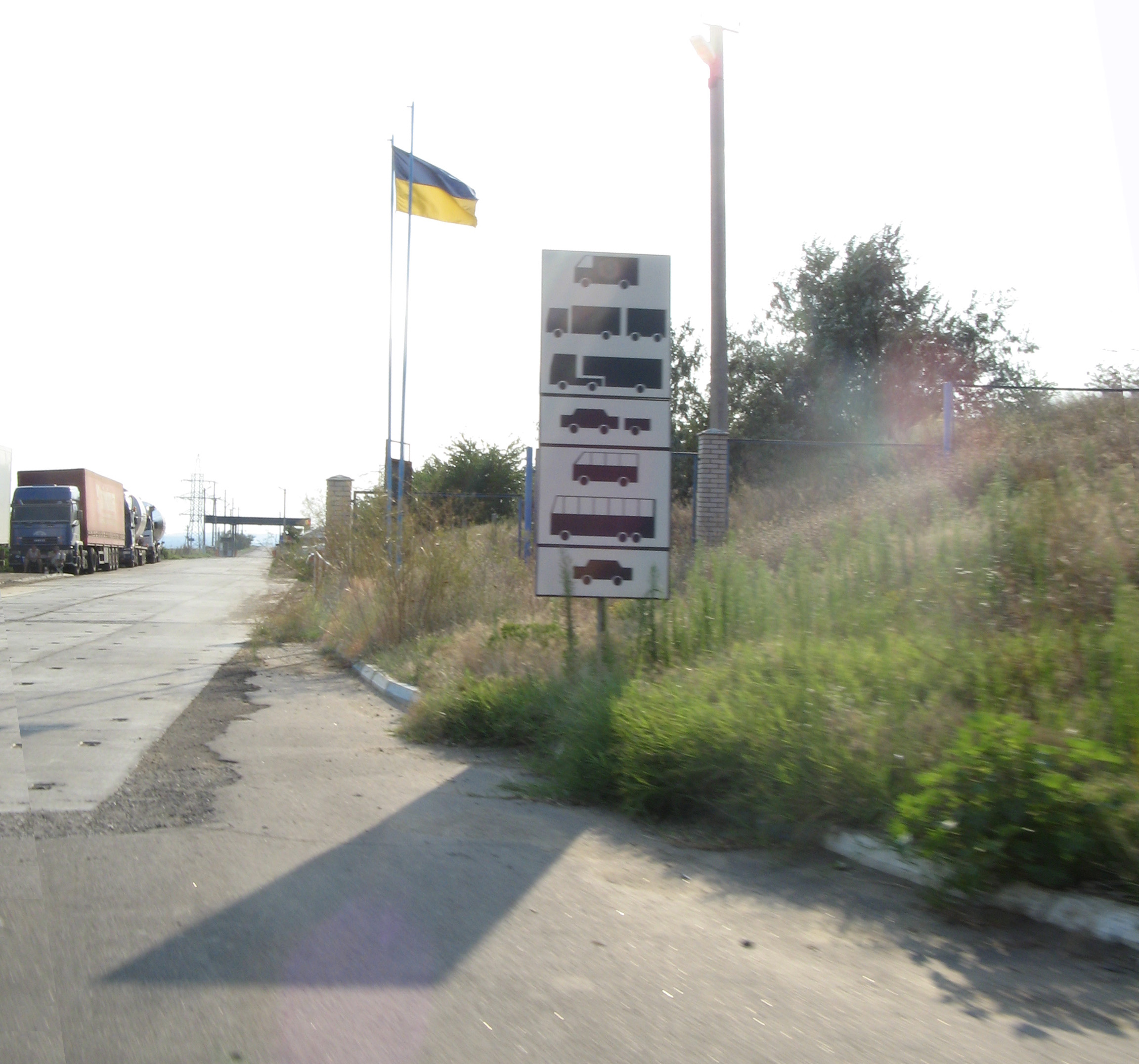
A moldáv-ukrán határátkelő Giurgiuleștinél

A város közel van mind a moldáv-román, mind a moldáv-ukrán határhoz, mind a kettőhöz rendelkezik közúti határátkelőhellyel. Ukrajna felé vasúti átkelés is van, ám a moldáv vasúthálózaton belül - mindössze két ukrán város, Reni és Limanszke érintése után a vonal kiágazás nélkül tér vissza Moldáviába - ennek oka, hogy a Szovjetunión belül ez még nem számított országhatárnak.

## Gazdasága
Giurgiulești nagyon fontos szerepet tölt be a moldáv gazdaságban a Duna miatt - itt működik az ország legforgalmasabb és legnagyobb bevételt hozó kikötője, amely a nemzetközi hajózásban is fontos szerepet tölt be. Ezen kívül működik egy 2006-ban nyitott olajfinomító is a városban.

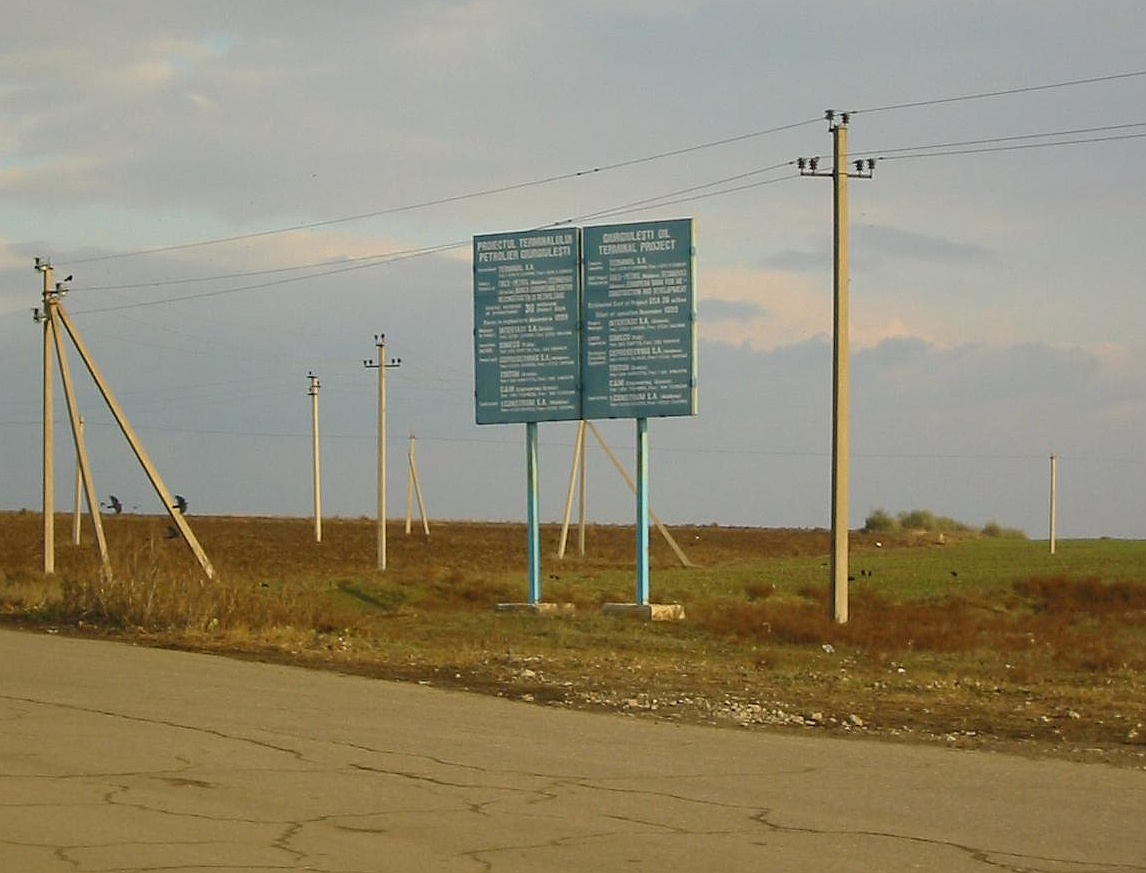
Giurgiulești Olajfinomító Projekt

A tervezett Alsó-Dunai Körzeti Nemzetközi Repülőtér helye 25 km-re van Giurgiuleștitől.

## Lakosság
A település 3074 lakossal rendelkezik. A 2004-es népszámlálás szerint a város lakossága 2995 fő, ebből 2936 (98%) moldáv, és 59 (2%) egyéb.
Az 1930-as népszámlálás alkalmával egy fő magyarnak vallotta magát.